# 八年級 (台灣用語)
八年級或八年級生，在台灣是對出生於民國八十年至八十九年（1991年至2000年）世代人的一種稱呼，相近於美國的y世代後半期年齡層與中國大陸的九零後。
2014年太陽花學運後，蔡英文將八年級生與七年級生等年輕時代稱為「天然獨」；2015年，台灣基進評論八年級生應為「天然台」世代。

## 評價
- 《工商时报》评价称“沒有八年級生願意為團體犧牲，他們關心的是「個人成長」與「社會貢獻」，應該以這兩點為基礎，激發八年級生的動機。”[4]。

## 資料來源
1. ↑  林修卉、郭建伸. . 台灣蘋果日報. 2014-07-20  [2017-03-19]. （原始内容存档于2017-03-20）.
2. ↑  陳奕齊.  (PDF). 新世紀智庫論壇 (台灣新世紀文教基金會). 2015-09-30, (71): 84–85  [2020-05-20]. （原始内容存档 (PDF)于2020-05-22）.
3. ↑  海峽兩岸民意交流基金會.  (PDF). 2017  [2020-05-20]. （原始内容 (PDF)存档于2021-05-18）. 1990年代出生的年輕人，跟大陸沒有聯結，所以就漸漸的會變成一個天然台或者天然獨
4. ↑  
別期待八年級生為公司賣命 （页面存档备份，存于） 2021.12.06  工商時報